# Behçet Necatigil
Behçet Necatigil (Estambul, 16 de abril de 1916 - 13 de diciembre de 1979) fue un destacado escritor, poeta y traductor turco. Es uno de los principales poetas de la poesía turca moderna. No se involucró a ningún flujo literario; fue un intelectual independiente.
Aparte de la poesía, ha trabajado en muchos campos literarios, desde el teatro hasta la mitología, desde el diccionario hasta la traducción de novelas y obras de radio . En Turquía, un juego radiofónico se ha puesto en práctica como un campo de literatura con sus juegos, traducciones y adaptaciones.

## Biografía
Behçet nació en Estambul durante el Imperio Otomano, en 1916. Se graduó de la Escuela Superior de Profesores ( turco : İstanbul Yüksek Öğretmen Okulu) en 1940, y fue nombrado profesor de literatura en Kabatas Erkek Lisesi donde ejerció su cargo hasta el año 1972. El poeta, cuyo verdadero nombre era Mehmet Behçet Gönül, se presentó oficialmente en la corte en 1951 y tomó oficialmente el nombre de Necatigil cuyo significado viene de ser descendiente de «Necati». Según sus propias palabras:

"(...) el poeta Divan Necati me hizo pensar mucho. Según los Tezkires, nació un esclavo Necati que creció con el tiempo. El Diván está entre los grandes de la poesía. Soy el esclavo de la vida en poesía. Entonces, como Necati, me quedé en Kastamonu por un tiempo en mi infancia. Mi padre es Kastamonu. Puedo encontrar algunas similitudes con Necati en la búsqueda.

Su primer poema fue publicado en el diario Varlık durante sus años de escuela secundaria en 1935. A partir de entonces, continuó escribiendo poesía durante más de 40 años. Behçet también es conocido por sus dramas radiofónicos.

## Premio de Poesía Necatigil
Para conmemorar su vida, se instituyó un premio anual de poesía en 1980. Fue entregado desde la fecha de la muerte de Necatigil (13 de diciembre) hasta 1993, a partir de entonces el premio se entrega en la fecha de su nacimiento, que es el 16 de abril.

## Obras
Poesía
- "Kapalıçarşı" (1945)
- "Çevre" (1951)
- "Evler" (1953)
- "Eski Toprak" (1956)
- "Arada" (1958)
- "Dar Çağ" (1960)
- "Yaz Dönemi" (1963)
- "Divançe" (1965)
- "İki Başına Yürümek" (1968)
- "En/Cam" (1970)
- "Zebra" (1973)
- "Kareler Aklar" (1975)
- "Beyler" (1978)
- "Söyleriz" (1980)
- "Yayımlanmamış Şiirler" (1985)

Diccionarios
- "Edebiyatımızda İsimler Sözlüğü" (1960)
- "Edebiyatımızda Eserler Sözlüğü" (1971)

Artículos
- "Bill / Yazdi" (1979)
- "Düzyazılar 1" ( leído por Ali Tanyeri - Hilmi Yavuz, 1983)
- "Düzyazılar 2" (1983)

Obras de radio
- "Yıldızlara Bakmak, Kadın ve Kedi"  (1965)
- "Gece Aşevi"  (1967)
- "Üç Turunçlar"  (1970)
- "Pencere"  (1975)
- "Ertuğrul Faciası"  (1995)